# Universitat de Tirana
La Universitat de Tirana (UT) és una universitat pública situada al districte central de Tirana 10 a Tirana, Albània. Es va establir com a Universitat Estatal de Tirana el 1957 gràcies a la fusió de cinc instituts d'educació superior preexistents.
L'edifici principal va ser projectat per l'arquitecte italià Gherardo Bosio a principis de 1940. Està situat a la plaça de la Mare Teresa, al sud del centre de la ciutat de Tirana.
L'idioma principal d'ensenyament és l'albanès, però hi ha una sèrie de facultats que imparteixen classe en anglès, francès, grec, italià, espanyol, alemany, xinès i altres idiomes.
La Universitat de Tirana es va fundar el 1957 com a Universitat Estatal de Tirana, mitjançant la fusió de cinc instituts d'educació superior existents, el més important dels quals va ser l'Institut de Ciències, fundat el 1947. Immediatament després de la mort d'Enver Hoxha el 1985, la universitat va ser rebatejada com a Universitat Enver Hoxha de Tirana fins al 1992.

## Característiques
La universitat és la universitat més gran i de millor rànquing d'Albània. Inclou vuit facultats, 50 departaments acadèmics i 41 programes d'estudi o especialitats. La majoria dels programes s'ofereixen a Tirana; uns quants campus afiliats més petits es troben a altres ciutats albaneses, com ara Saranda, a la part sud del país, i Kukës al nord. Ofereix programes de grau de tres anys, màsters d'un o dos anys i programes de doctorat de tres a cinc anys, d'acord amb el sistema de Bolonya.
El campus actual és urbà i descentralitzat. S'ha planificat un nou campus més gran i centralitzat a la perifèria sud-est de Tirana. Els dormitoris d'estudiants s'agrupen en un lloc separat anomenat Student City (Qyteti Studenti) al sud-est de Tirana.
UT és la universitat més gran d'Albània i una de les més grans d'Europa, amb 35.000 estudiants. El 2013 la universitat va acceptar 95 nous estudiants de doctorat.

## Facultats i departaments

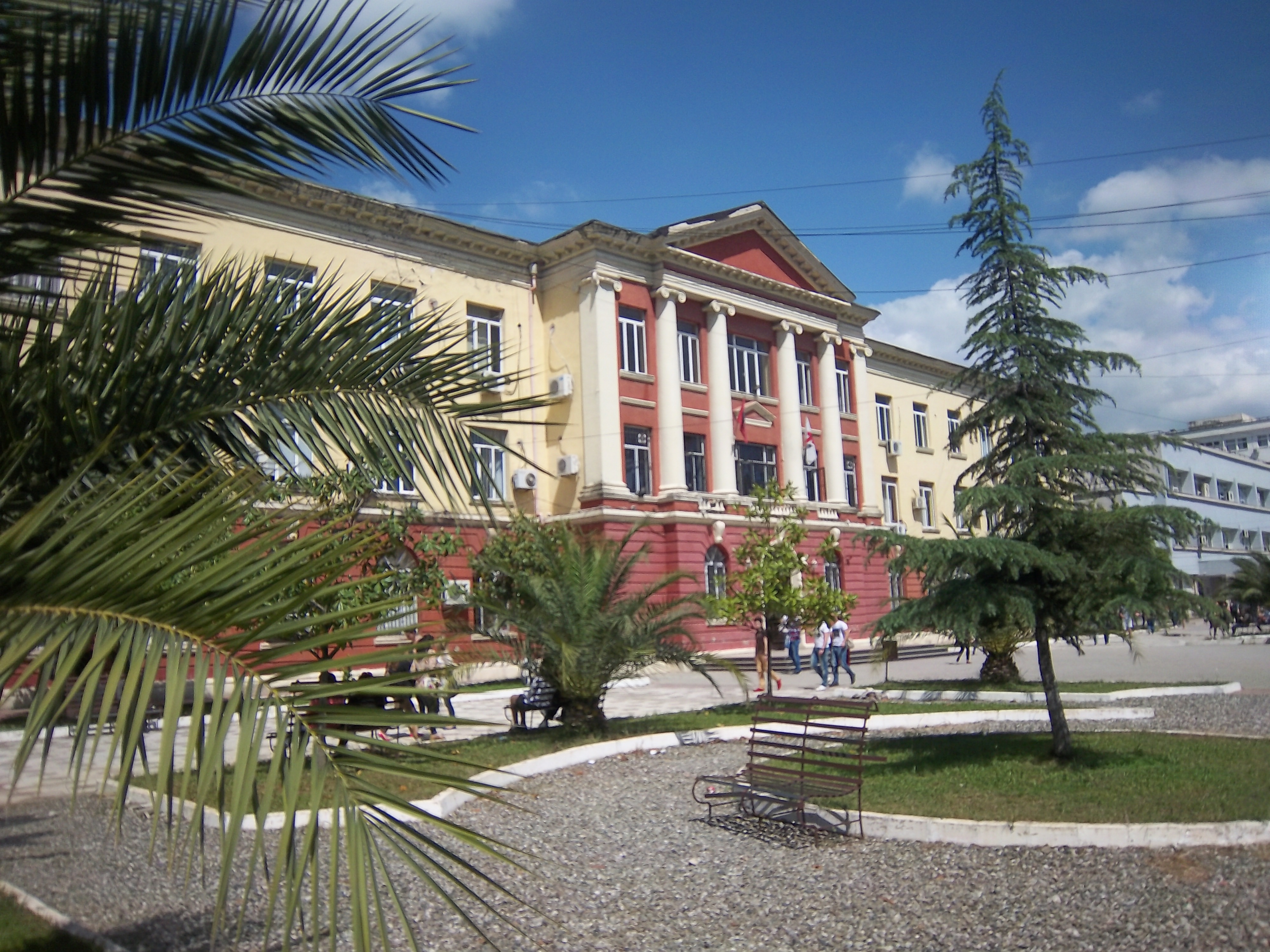
Facultat d'Història i Filologia de la Universitat de Tirana

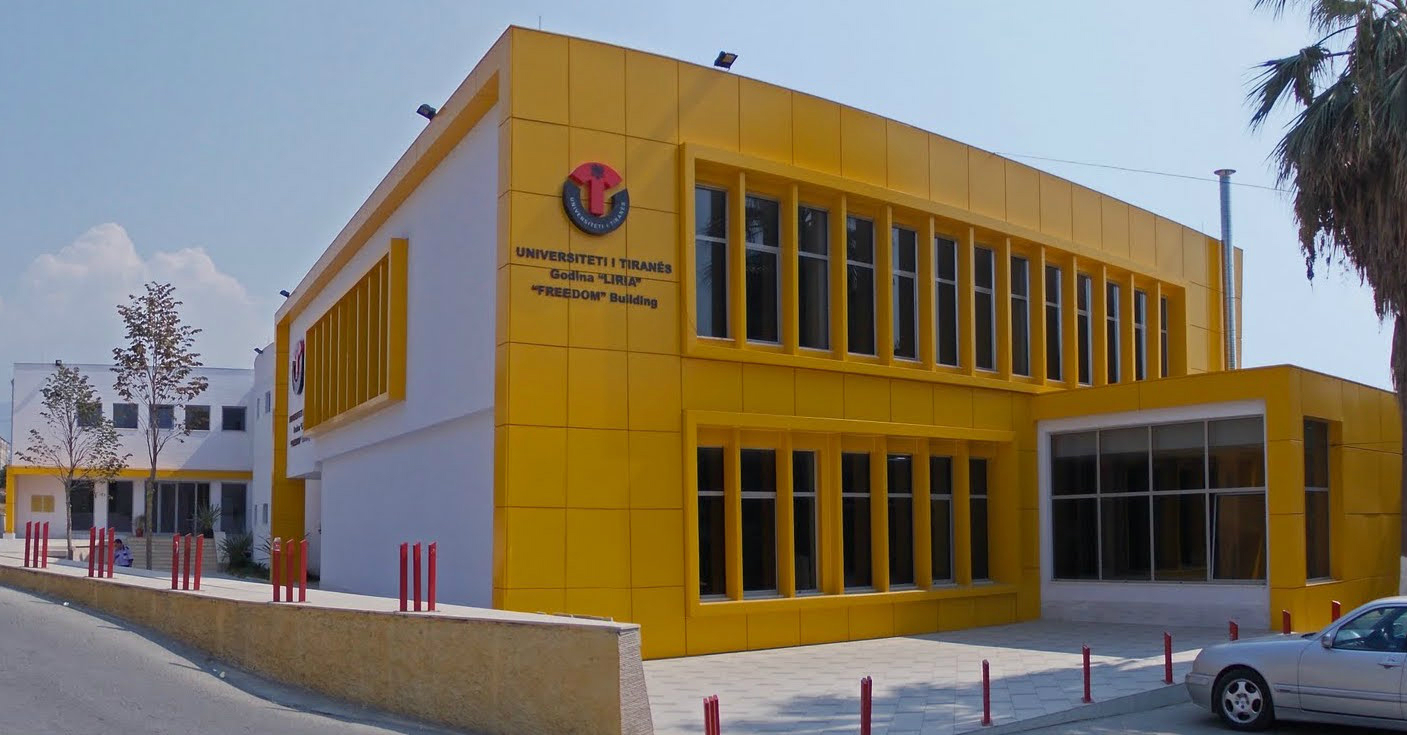
Facultat de Dret, UT

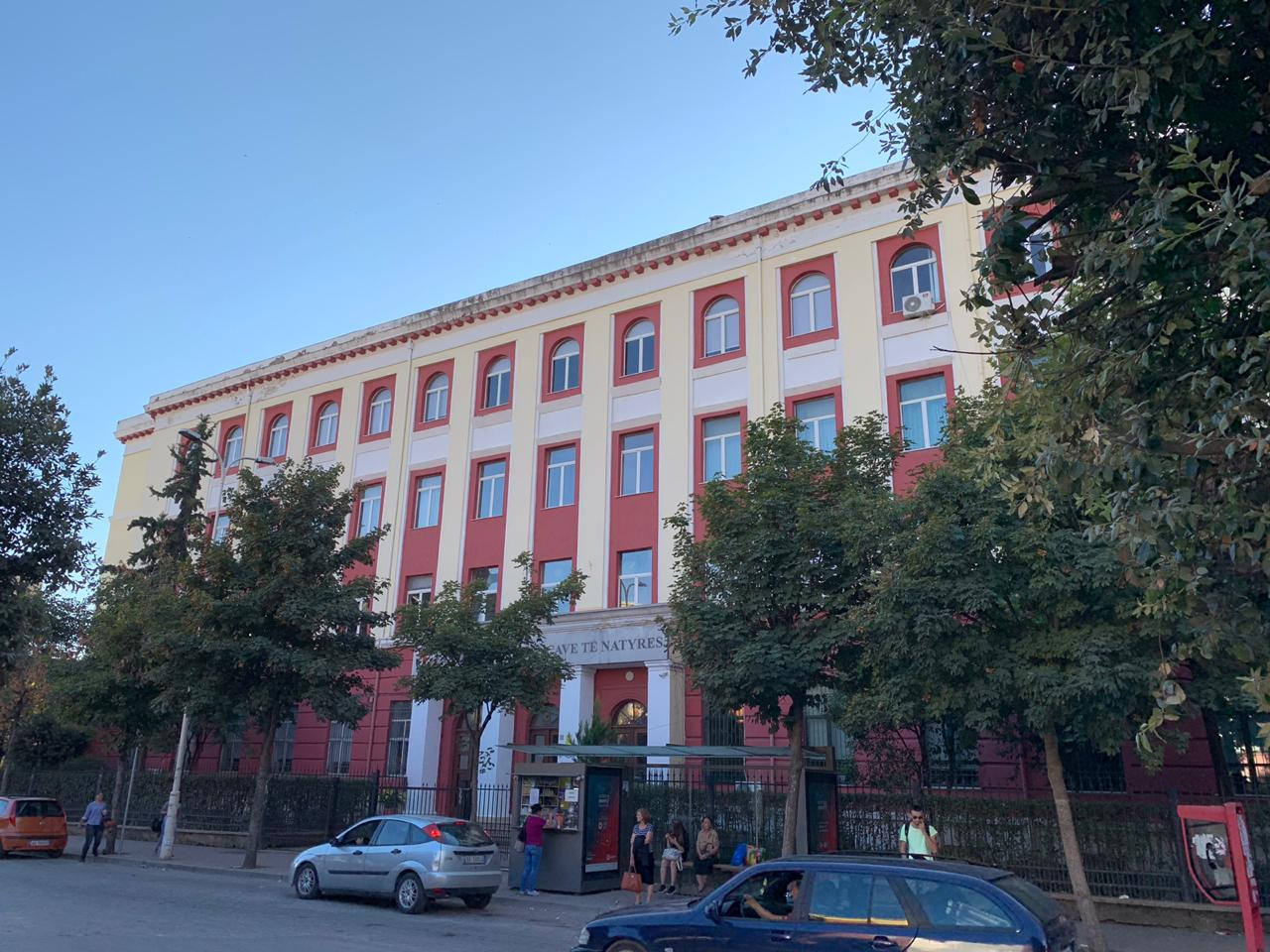
Facultat de Ciències Naturals de Tirana

- Facultat de Ciències Socials
  - Filosofia
  - Sociologia
  - Psicologia i Pedagogia
  - Treball Social i Política Social
  - Ciències Polítiques
- Facultat de Ciències Naturals
  - Matemàtiques
  - Física
  - Química
  - Biologia
  - Informàtica
  - Farmacologia
- Facultat d'Història i Filologia
  - Història
  - Geografia
  - Lingüística albanesa
  - Literatura albanesa
  - Periodisme
  - Arqueologia
- Facultat de Dret
- Facultat de Ciències Econòmiques
  - Informàtica Empresarial
  - Finances - Comptabilitat
  - Economia
  - Administració d'Empreses
  - Màrqueting, Turisme
- Facultat de Llengües Estrangeres
  - Anglès
  - francès
  - grec
  - italià
  - espanyol
  - alemany
  - turc
  - rus
  - Llengües balcàniques
  - xinès
- Departament d'Educació Física

## Persones notables

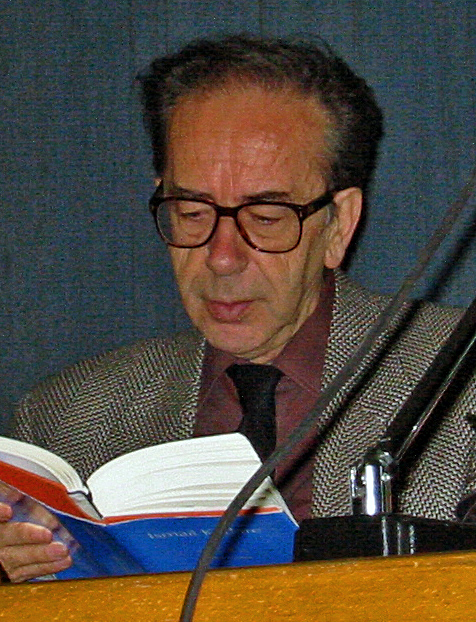
Ismail Kadare

- Sali Berisha (nascut el 1944), cardiòleg, president d'Albània i primer ministre
- Shpresa Gjongecaj (nascut el 1952), professor de numismàtica
- Odhise Grillo, escriptor de llibres infantils
- Nexhmije Hoxha (1921–2020), polític
- Shefki Hysa, escriptor i periodista
- Helena Kadare (nascuda el 1943), autora
- Ismail Kadare (nascut el 1936), novel·lista i poeta, guanyador del Premi Internacional Man Booker 2005, del Premi Príncep d'Astúries 2009 i del Premi Jerusalem 2015.
- Harilla Papajorgji (1933–2019), política i professora
- Ardian Klosi (1957–2012), publicista i activista
- Dhori Kule (nascut el 1957), rector de la Universitat de Tirana
- Pandeli Majko (nascut el 1967), polític
- Jakup Mato (1934–2005), publicista i administrador educatiu
- Laura Mersini-Houghton, cosmòloga, física teòrica i professora
- Ilir Meta (nascut el 1969), president d'Albanès
- Fatos Nano (nascut el 1952), primer ministre d'Albània, membre del Parlament albanès
- Anila Paparisto, entomòloga i guanyadora dels premis L'Oréal-UNESCO For Women in Science 2002.